# Всё идёт по плану (песня)
«Всё идёт по пла́ну» — одна из самых известных песен советского и российского панк-рок-музыканта Егора Летова и его группы «Гражданская оборона». Впервые записана в 1988 году.

## История создания
Текст песни «Всё идёт по плану» в вышедшей в 2003 году книге стихов Егора Летова датирован 1986 годом. Перед ним стоит эпиграф, ставший впоследствии треком «Однажды» в альбомах «Всё идёт по плану» и переиздании «Тошноты», находящимся непосредственно перед песней.
Летов вспоминал, что хотел написать песню от имени «простого советского» «спившегося усталого человека, совершенно опустившегося, который пришёл домой, от него жена ушла, что-то ещё…». Песня должна была представлять собой поток сознания — что этот человек видит, пока пьёт и смотрит программу новостей Центрального телевидения, и что он при этом думает. Летов сам включил телевизор и стал записывать всё, что видит, как будто он и есть этот человек; затем полученное записал «не своим слогом», переработав «издевательски», «утрируя определённые вещи — „хороший был вождь“, „дедушка Ленин“ и т. д., как сам бы никогда не сказал». При этом получилось более 20 куплетов, из которых были отобраны наиболее интересные. Остальные остались в черновиках и были уничтожены около 1990 года во время одной из «генеральных уборок».
Егор Летов, по собственным словам, впервые записал песню в самом начале 1988 года в Омске. Записанная песня попала в одноимённый альбом.

## Изданные версии
Студийные
1. «Всё идёт по плану» (1988). Первая версия. В записи приняли участие случайно зашедшие в гости «Кузьма» Рябинов и «Манагер» Судаков: «во время наступления общей музыкально-звуковой анархии [Егор] нараспев читал свой ранний стих про панков, Манагер декламировал фрагменты из Платоновского „Котлована“, а Кузьма страшно матерился, скакал по комнате и стучал по полу разными предметами.»[6] Всё это должно было подчёркивать ироничный характер песни[2]. 16-й трек; 04:59.
2. «Русское поле эксперимента» (1988). Акустика Егора Летова; записана в декабре 1988 на домашней студии Сергея Фирсова. 8-й трек; 03:05.
3. «Песни радости и счастья» (1989). При переиздании 2007 года появился трек (10-й; 04:50), записанный в феврале 1989 года в Новосибирске и сведённый 14 октября 1989 года в «ГрОб-Студии». В записи помимо группы (Егор Летов, «Кузьма» Рябинов, Аркадий Климкин) принимал участие басист Игорь Староватов. До переиздания 2007 года этот трек входил в альбом «Война» (1989) (9-й)[7].
4. «Тошнота» (1989). Основной трек (22-й, до переиздания 18-й; 05:20) смонтирован и сведён в ночь с 24 на 25 мая 1989 года в «ГрОб-Студии» (то есть в Омске, дома у Летова) после остальных треков, которые были записаны 21 мая. По словам Летова, «отличается от первоначальной версии добавочным „реверсом“ всех партий, примерно с середины песни наложенных на оригинал посредством экранирования стирающей головки» магнитофона. Данный вариант присутствует и на виниловом сборнике 1992 года «Всё идёт по плану»[8].

Концертные
1. «Так закалялась сталь» (1988). Завершает (25-й трек; 04:29) переиздание 2007 года «живая» версия «Всё идёт по плану», записанная на концерте в МЭИ в начале 1988 года. Ранее входила в сборник «Хуй через плечо: уникальные редкости и красоты»[9].
2. «Свет и стулья». Песня завершает оба концерта, составляющих альбом.
  - Акция «Next stop Rock`n`Roll» (Москва, 1 октября 1989). Концерт был прерван из-за массовых беспорядков на песне «Всё идёт по плану», которая в результате получилась не полностью.
    - «Тошнота» (1989). Переиздание 2007 года в виде бонуса завершает концерт 1 октября 1989 в Москве на акции «Next Stop Rock’n’Roll» (32-й трек; 01:19).

  - 2-й рок-фестиваль в Новосибирске (ДК им. Чкалова, 14 апреля 1988). «Всё идёт по плану» идёт после песни «Страна дураков» и предваряется криком: «Хорошо жить в Стране дураков, тихо и тепло. В Стране дураков всегда всё идёт по плану». В сам текст песни добавлена строчка «там [при коммунизме], наверное, вообще не будет КГБ» (на концерте исполнялись наиболее политизированные песни).
3. «Музыка весны» (сборник акустических треков 1989—1994 годов). 2 варианта.
  - 7 марта 1990 года, Иркутск. 14-й трек, 03:09.
  - 8 марта 1990 года, Иркутск. 39-й трек, 03:10.
4. «Последний концерт в Таллине» (13 апреля 1990, «Linnahall», Таллин). 13-й трек.
5. «Концерт в городе-герое Ленинграде» (акустика Егора Летова 2 июня 1994). 12-й трек.
6. «Русский прорыв в Ленинграде» (ЛДМ, 3 июня 1994). 10-й трек.
7. «Концерт» («Крылья Советов», Москва, 4 июля 1997). Песня записана не до конца, обрываясь на «при коммунизме всё будет заебись, он наступит скоро…» — просто потому, что звукооператор забыл вовремя сменить ДАТ-кассету[10]. 13-й трек.
8. «Акустика. Полигон» (акустика Егора Летова 24 мая 1997 года в рок-клубе «Полигон» в Санкт-Петербурге). 3-й трек 2-й кассеты.
9. «Егор Летов, ГО. Полигон» (сборник треков с концертов в рок-клубе «Полигон» в Санкт-Петербурге). Данный трек с электрического концерта 8 декабря 2001 года. 12-й трек.
10. «Концерт в О. Г. И.» (братья Егор и Сергей Летовы, 26 ноября 2002, клуб «Проект ОГИ»). 23-й трек.
11. «Выступление в клубе «Рок-Сити»» (Новосибирск, 17 мая 2004). 21-й трек.
12. «XX лет. ДК Горбунова 13.11.2004». Помимо группы (Егор Летов, Александр Чеснаков, Наталья Чумакова, Александр Андрюшкин) и отыгравшего с ней весь концерт Игоря Жевтуна (прыгнувшего в толпу зрителей) в исполнении песни приняли участие Вадим Кузьмин, «Кузьма» Рябинов и Евгений Кокорин[11][12]. 24-й трек.
13. «Апельсин. Акустика» (акустика Егора Летова 12 февраля 2006 года в рок-клубе «Апельсин» в Москве). Издано в 2011 году, 8-й трек 2-го CD, 03:09.

## Варианты текста
Слово «заебись» иногда заменялось Летовым на «хорошо» или «бля ваще», «подождать» на «ждать», «дерьмо» на «говно», «мудаки» на «дураки». В первоначальном варианте текста последний куплет звучал так (данный вариант песни присутствует на бутлеге «Егор Летов — Запись Юлии Шерстобитовой (15.11.1987, Омск)»):
А при коммунизме все будет заебись

Он наступит скоро, надо только ждать

Там все будет бесплатно, там все будет в кайф

Там не надо будет каждый день воевать

И предавать отца и сына, чтобы выжить самому

Там, наверное, вообще не будет КГБ

Я проснулся среди ночи и понял, что

Все идет по плану

## Об идее
По словам Егора Летова, политика в его песнях — «это вовсе не политика… во всяком случае, не совсем политика в полном смысле слова», используемые им «тоталитарные категории и реалии есть образы, символы вечного, метафизического тоталитаризма, заложенного в самой сути любой группировки, любого ареала, любого сообщества, а также в самом миропорядке».
Летов замечал, что «Всё идёт по плану» не правильно, «дурно» понимают: это страшная песня, носящая «трагично-иронический характер», «и не „ура“ в ней звучит»; воспринимают её буквально, причём от его имени, а не «простого советского человека»; что она не сработала в том смысле, в котором он хотел.

### Намёки на значения отдельных фраз
Ответ Летова на вопрос «Всё ли сейчас идёт по плану? Вообще?»:
Да, оно всё и всегда идёт по плану, разумеется. По какому только. Другое дело, как мы это понимаем, и как мы к этому относимся. Разумеется, всё идёт по какому-то плану.

«Там, наверное, совсем не надо будет умирать…»
Из фильма «Чапаев»: — Война кончится, великолепная будет жизнь. Знаешь, какая жизнь будет? Помирать не надо…
Андрей Платонов после революции ходил по деревням — и там ему говорили, что теперь, после революции, не будет больше смерти. И, когда какой-то дедушка умер, все поняли, что что-то не так…

## Популярность
«Всё идёт по плану» быстро сделалась наиболее популярной и узнаваемой песней группы, даже более известной, чем автор. Журналисты называли её «гимном поколения», «хитом всех времён и народов», «народной нетленкой», «любимой пионерами всех времён и народов», «эпохальной», «почти русской народной» и т. п.. Песня распространилась среди «дворовых» гитаристов и уличных музыкантов, даже далёких от творчества Егора Летова. Как следствие, у многих именно с неё начинается знакомство с творчеством музыканта. Сам он как-то назвал её популярность «нездоровой». Журналом «Time Out» «Всё идёт по плану» помещена в список «100 песен, изменивших нашу жизнь».
«Всё идёт по плану» была одной из «программных» песен и исполнялась на большинстве концертов группы и сольных концертов Егора Летова, поэтому она присутствует во всех изданных концертных альбомах, за исключением «Свободы» и «Апельсин. Электричество». Летов с пониманием относился к тому, что зрители хотят услышать (требуют) её, особенно если пришли на концерт первый раз. По его словам, хорошие песни «всегда играть приятно и не надоедает», тем более что у них всегда «пространные импровизации». «Всё идёт по плану» обыкновенно звучала в заключительной части выступления, а иногда и последней: в этом случае после припева — повторения строчки «Всё идет по плану…» несколько раз — следовал выкрик «Всё!».
То, что многие его песни, включая и «Всё идёт по плану», стали восприниматься после распада Советского Союза с другой стороны, вплоть до противоположной, по мнению самого Летова, не дало им устареть. Журналисты отмечали, что несмотря на смену политического строя, «в действительности в отношениях между людьми не произошло никаких изменений», осталась неудовлетворённость окружающим миром, а потому песни Летова советского периода, в том числе и эта, сохраняют свою актуальность.

## Постфольклор
К песне народом были придуманы дополнительные куплеты, в частности про политиков (Горбачёва, Собчака и др.). Летов рассказывал, что слышал до 20 таких куплетов в исполнении уличных музыкантов на Арбате и Невском проспекте.
Наиболее известны куплеты:
Шёл я мимо Мавзолея

Из окошка виден хуй —

Это дедушка наш Ленин

Шлёт воздушный поцелуй.

Перемешанный с кровью

По колено в дерьме

Как же весело живется нам

В Советской стране

Где… Все идет по плану…
А моя милиция меня бережёт:

Сначала сажает, а потом стережёт.

Харкаюсь кровью и купаюсь в дерьме —

Сладко живётся в Советской стране.
Первый из них даже попал в официальный альбом. На концерте «Гражданской обороны» и Янки Дягилевой 17 февраля 1990 года в МЭИ во время импровизации на тему «Всё идёт по плану» на сцену взобрался неизвестный и, схватив микрофон, продекламировал частушку. Правда, на последних словах ему зажал рот организатор концерта, после чего заявил об окончании мероприятия. В издание концерта этот «номер» не попал, но в 1996 году в качестве последнего бонуса вошёл в изданный «BSA Records» сборник «Война», а в 2007 году был включён как последний бонус в переиздание уже альбома «Война» «Мистерией звука».

## Интересные факты
- По словам Летова, если бы он хотел снимать клипы, то делал это максимально подобно подходу группы «Residents». Например, клип песни «Всё идёт по плану» сопровождался бы соответствующими происходящим в песне реалиям жестикуляцией и гримасами[44].
- Песня использована саундтреком в фильме Павла Лунгина «Братство» в сцене зачистки разведротой афганского кишлака (сцена снята в дагестанском ауле).
- В мае 2019 группа «Ленинград» выпустила песню «Кабриолет», в припеве которой были такие строчки: «За рулём кабриолета / Я врубаю Летова! / И пускай уже не лето, / Это фиолетово! // Всё идёт по плану!». В песне идёт речь об обеспеченной девушке, которая едет к мужчине на кабриолете и слушает Егора Летова, называя себя «протестной натурой».

## В исполнении других музыкантов
Замечено, что «Всё идёт по плану» — сложная для проявления какого-то творчества песня — в связи с очень сильным авторским исполнением, за перепевку её не стоит браться с не менее чем гениальной идеей.
- На первом трибьюте «Гражданской обороны» (2002 год) «Всё идёт по плану» присутствует в виде бонусной «техно-версии», представляющей собой принципиально низкобюджетный ремикс Алексея Шульгина, сделанный при помощи «PC 386 DX, Creative 16 Bit, Windows 3.1» и программы, генерирующей речь[26][53][54]. По мнению критиков, она звучит «люто»[26], «очень далеко от оригинала по форме, но очень близко по сути»[55], «самый душевный трек альбома» (ирония)[56], автора ремикса «подвела интуиция», «единственный жанр, в котором он по-настоящему силён» — это интервью[57], вряд ли возможно выдержать прослушивание более одного раза[54], «хуже представить невозможно»[52], можно позавидовать покупателям аудиокассет, так как на них не было бонусов[58].
- На втором трибьюте (2003 год) песня исполнена группой «Карлик Нос». По мнению критиков, кавер представляет собой «среднестатистическую форматную веселуху», доведённую до «неумного издевательства»[59], «негроидное исковерканное произношение звучит как катком по рельсам»[52], «зевать хочется»[53], «просто скучно» как и большинство песен на сборнике[60].
- В интернете получили хождение: видеозапись исполнения «Всё идёт по плану» Юрием Клинских на его дне рождения в 1996 году[61]; пародия 2003 года Noize MC и его ранней группы «Protivo Gunz», посвящённая современной ситуации в России[62]; видеозапись репетиции «Всё идёт по плану» в исполнении известного сотрудничеством с рок-музыкантами симфонического оркестра «Глобалис» под управлением Константина Кримеца, автор аранжировки — Анна Староверова, песня была исполнена 7 марта 2008 года на сцене спорткомплекса «Олимпийского» на церемонии вручения премии «Чартова дюжина», которую Егор Летов получил посмертно в номинации «Легенда»[63].
- Во время митинга оппозиции 6 мая 2013 года на Болотной площади в Москве журналист Олег Кашин вместо речи исполнил а капелла песню Летова[64][65], пояснив после выступления, что «эта песня разрушила во многом советскую диктатуру» и «она о том, что внутренняя свобода всегда побеждает тот план, по которому живёт тоталитарное государство»[66]. Это исполнение было включено в фильм «Срок», что вызвало недовольство со стороны наследников Летова, и в июле 2014 года доступ к фильму на сайте YouTube был прекращён[67][68]. Позже в 2014 году Кашин исполнил эту же песню, также а капелла, специально для Михаила Горбачёва[69].
- Бристольская трип-хоп группа Massive Attack исполнила на концерте в Манчестере 4 июля 2013 года кавер-версии песни «Всё идёт по плану» «Гражданской обороны» и песни «Печаль моя светла» Янки Дягилевой (вокалисткой для последней выступила Элизабет Фрейзер)[70][71]. 24 июня 2019 года на YouTube опубликовано видео с исполнением песни «Всё идёт по плану» группой Massive Attack и заявлено о выпуске данной композиции на рентгеновском снимке[72].
- Группа Башня Rowan (Гуси-гуси) записала кавер-версию песни, однако изменив текст: они в юмористическом ключе пересказали содержание Библии[73].
- Группа Distemper записала кавер-версию в стиле ска-панк.
- Российский виолончельный квартет VesperCellos в 2017 году выпустил сингл «Всё идёт по плану» с исполнением мелодий трёх песен «Гражданской обороны» на виолончелях[74].
- В сентябре 2017 года на своём Youtube-канале кавер-версию выпустил Александр Пушной[75].
- В 2019 году песню исполнила певица Гречка.
- Группа «Мультфильмы» как-то при посещении детдома сыграла «Всё идёт по плану» по просьбе детей[76].
- 13 мая 2023 года на Центральном пляже новосибирского Академгородка в рамках концерта «Самомаёвка» песня прозвучала в исполнении более 100 гитаристов[77].